# Cecilià (bisbe)
Cecilià va ser un diaca de l'església de Cartago elegit bisbe l'any 311 després de la mort del primat d'Àfrica, Mensuri (Mensurius).
La validesa d'aquest nomenament va ser impugnada per Donat II el gran, estimulat suposadament per les intrigues d'una dona de nom Lucil·la. Donat deia que l'elecció havia estat irregular, l'ordenació nul·la, ja que l'havia fet Fèlix, bisbe de Apthunga que era un dels que, per obeir els decrets de Dioclecià, s'havia sotmès al poder civil i havia entregat els objectes de culte i les escriptures sagrades, i que Cecili havia estat hostil als que havien estat darrerament objecte de persecució.
Setze bisbes de Numídia es van reunir per discutir la denúncia i van declarar vacant la seu, i van fer després una nova elecció d'on va sortir nomenat Majorí (Maiorinus). La disputa no es va acabar i els dos bàndols van demanar la intervenció del prefecte Anulí (Anulinus) que els va enviar a l'emperador. L'emperador va ordenar celebrar un concili. Es va celebrar a Roma el 2 d'octubre de 313, amb 15 bisbes italians i 3 de gals que van tractar la qüestió i van fallar en favor de Cecilià i del bisbe Fèlix. Es va apel·lar la decisió i Constantí va convocar un nou concili més nombrós que es va fer a Arle l'1 d'agost del 314 i que va confirmar la sentència anterior.
La discussió es va perllongar per les reclamacions que feien els donatistes, que, després d'haver estat derrotats davant de diversos tribunals i comissions, es va negar obertament a sotmetre's o a reconèixer qualsevol autoritat si era contrària a les seves reclamacions. El conflicte va ser una de les causes de l'establiment dels vàndals a Àfrica un segle després.